# Кучешки зъб
Вижте пояснителната страница за други значения на Кучешки зъб.
Кучешките зъби са вид зъби при бозайниците, които обикновено са относително удължени и заострени, макар при някои видове те да нямат характерна форма, а да наподобяват съседните резци. Те са адаптация, предназначена за задържане и разкъсване на храната, като в някои случаи се използват и като оръжие. Често са най-големите зъби за съответния вид, като повечето видове имат по четири кучешки зъба – два на горната и два на долната челюст.